# Geranomyia deliciosa
Geranomyia deliciosa är en tvåvingeart som först beskrevs av Alexander 1934.  Geranomyia deliciosa ingår i släktet Geranomyia och familjen småharkrankar. Inga underarter finns listade i Catalogue of Life.